# Gesamtausgabe
Eine Gesamtausgabe ist eine Buchausgabe, die das literarische Gesamtwerk eines Autors (seltener auch das Gesamtwerk eines Komponisten in einer Musikedition) innerhalb einer Publikationsreihe versammelt.
Berücksichtigt werden dabei neben Schriften, die zu Lebzeiten des Autors veröffentlicht wurden, auch Werke, die sich im Nachlass befanden, Briefe, Redemanuskripte etc. und oft auch Berichte und Zitate von Drittpersonen zu weiteren Werken, die zum Veröffentlichungszeitpunkt der Ausgabe nicht mehr verfügbar waren.
Anhand der wissenschaftlichen Aufbereitung der Texte wird zwischen reinen Leseausgaben und für die wissenschaftliche Forschung bestimmten kritischen Ausgaben bzw. historisch-kritischen Ausgaben unterschieden. In der Praxis gibt es allerdings auch Zwischenformen. Wie konkret verfahren wurde, muss den Editionsrichtlinien der Ausgabe entnommen werden.
Benennungen wie Werkausgaben und Gesammelte Werke oder Gesammelte Schriften können auch Gesamtausgaben bezeichnen. Teilweise können sich dahinter aber Ausgaben verbergen, die nur eine Auswahl des Gesamtwerkes enthalten.